# Hazem Nuseibeh
Hazem Zaki Nuseibeh também soletrado Nusseibeh e Nusaybah (Jerusalém, 6 de maio de 1922 – 10 de abril de 2022) foi um político e diplomata jordaniano de ascendência palestina. Ele é um membro da antiga família Nusaybah. Durante sua carreira na administração jordaniana, ele atuou, entre outros, como Ministro das Relações Exteriores, Embaixador no Egito e Representante Permanente nas Nações Unidas. Ele também é visto como um dos ideólogos mais importantes do nacionalismo árabe.

## Primeiros anos
Nuseibeh nasceu em 1922 em Jerusalém, Mandato Britânico da Palestina. Para sua educação secundária, ele foi para Victoria College, Alexandria, Egito entre 1936 e 1940. Ele começou seus estudos universitários na Universidade Americana de Beirute, concluindo um BA em Ciência Política em 1943. Posteriormente, ele retornou a Jerusalém para estudar Direito entre 1943 e 1948. Durante esse tempo, Nuseibeh tornou-se locutor e editor-chefe de notícias do Palestine Broadcasting Service, onde relatou sobre o massacre de Deir Yassin. Seus estudos o levaram ao exterior mais uma vez, quando foi estudar na Woodrow Wilson School of Public and International Affairs na Universidade de Princeton em Nova Jérsei, Estados Unidos. Lá, ele obteve o título de Mestre em Relações Públicas em 1952. No Departamento de Política de Princeton, ele obteve um novo MA em 1953 e seu PhD em 1954.

## Carreira diplomática

### Ministro
Em 1958, Nuseibeh seria nomeado subsecretário de Relações Exteriores da Federação Árabe, uma união da Jordânia e do Iraque. No entanto, a Revolução de 14 de Julho derrubou a família governante no Iraque vários dias antes da nomeação de Nuseibeh, e o sindicato se desfez. Em determinado momento depois disso, Nuseibeh serviu como representante da Jordânia na Comissão Mista de Armistício Jordão-Israel. Durante as décadas de 1950 e 1960, a família Nusaybah tornou-se mais influente no governo jordaniano, pois o irmão de Hazem, Anwar Nusseibeh, foi nomeado governador e guardião dos santuários na Cisjordânia, incluindo a Igreja do Santo Sepulcro em Jerusalém, e às vezes era ministro de Defesa. O próprio Hazem Nuseibeh serviu posteriormente como Ministro das Relações Exteriores entre janeiro de 1962 e abril de 1963 e mais uma vez em 1965, embora outras fontes mencionem que ele serviu continuamente entre 1962 e 1966. Em fevereiro de 1965, o primeiro-ministro jordaniano, Wasfi al-Tal, apresentou um Livro Branco destinado a melhorar o relacionamento entre jordanianos e palestinos, que havia sido problemático nos últimos dois anos sob o rei Hussein da Jordânia. O Livro Branco foi redigido principalmente por Nuseibeh e clamava pelo estabelecimento de um Reino Unido da Palestina e da Jordânia. O plano deu à Cisjordânia autonomia limitada do estado da Jordânia e permitiu a eleição de palestinos. Com o plano, Nusseibeh espera fazer com que os palestinos do estado da Jordânia se sintam mais incluídos. O primeiro-ministro Wasfi al-Tal votou contra o plano porque temia que isso gerasse mais atrito entre palestinos e jordanianos. O plano também recebeu críticas do presidente egípcio Gamal Abdel Nasser, que desejava colocar os palestinos sob seu guarda-chuva pan-árabe. Mais tarde, Nuseibeh lamentou que seu Plano Branco não tenha sido implementado, pois sentia que a Organização para a Libertação da Palestina poderia ganhar destaque porque poderia se autodenominar a única representante do povo palestino. Em 1963, Nuseibeh também se tornou Ministro da Corte Real Hachemita e Conselheiro Político de Hussein da Jordânia. Isto foi seguido por um mandato como Ministro da Reconstrução e Desenvolvimento entre 1967 e 1968.

## Vida pessoal e morte
Ele foi casado com Qadar Masri Nuseibeh e teve quatro filhos. Seus filhos são Haitham e Khaled e suas filhas são Laila e Lina.
Durante sua juventude, Nuseibeh conseguiu vencer vários torneios nacionais e internacionais de tênis.
Hazem morreu em 10 de abril de 2022, aos 99 anos.

## Honra

### Honra estrangeira
- Malásia: Comandante Honorário da Ordem do Defensor do Reino (1965)[13]